# Wilanów

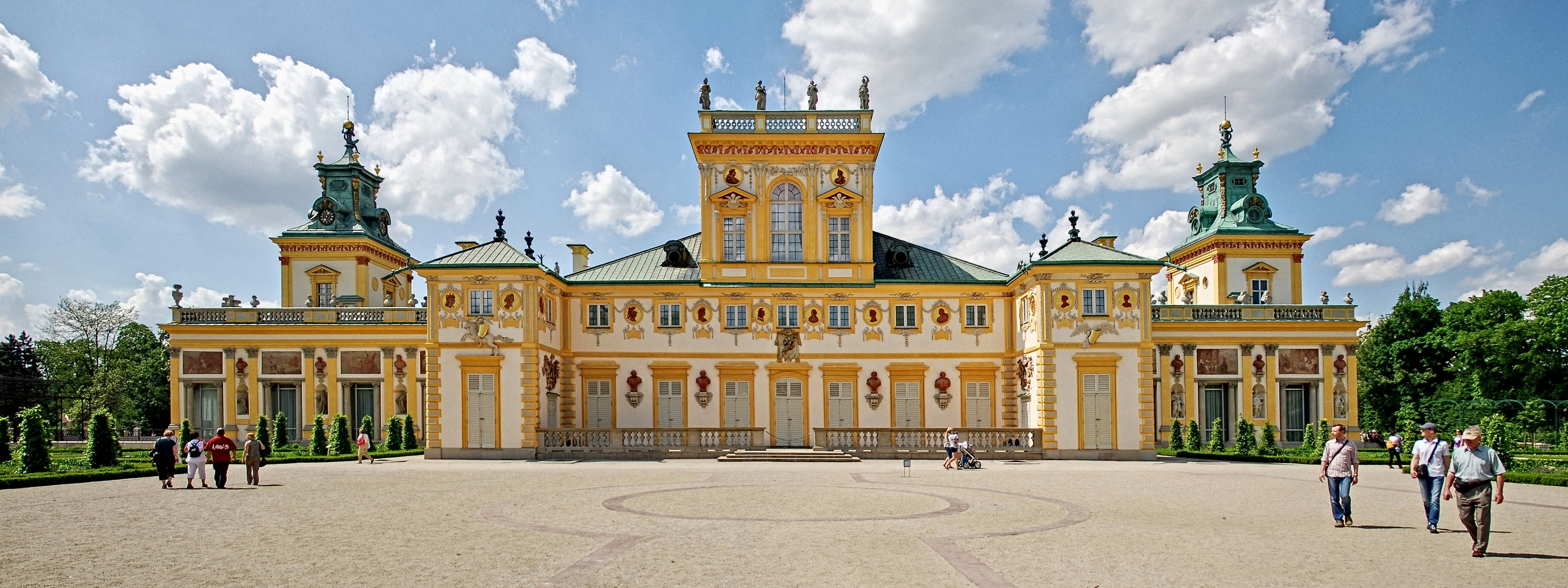
Wilanówslottet

Wilanów är ett distrikt i Warszawa, Polen. Inom distriktet ligger Wilanówslottet, som varit hem för flera polska kungar.
Platsen omnämns första gången på 1200-talet, då en by vid namn Milanów grundades av benediktinermunkarna i Płock. 1338 blev den privat egendom för hertigarna av Masovien och 1378 skänkte prins Janusz av Masovien den till en av sina tjänare. Det var han som sedermera byggde den första herrgården och ett kapell i byn. Hans efterlevande tog namnet Milanowski, efter byns namn.
Under 1600-talet köptes byn av Stanisław Leszczyńskis familj, som började bygga ett nytt slott. Arbetet hindrades dock av Karl X Gustavs polska krig, då svenska trupper ockuperade området och plundrade det fullständigt. 1676 köptes den ödelagda byn av kung Johan III Sobieski. Enligt hans order byggde Tylman van Gemeren och August Locci ett slott i barockstil samt en kyrka. Slottet hette ursprungligen Villa Nova ("ny by") för att skilja det ifrån näraliggande Stara Wieś ("gammal by"). Namnet poloniserades dock snart till Wilanów, som var likt byns gamla namn Milanów.
Tack vare närheten till både kungens sommarresidens och landets huvudstad, har Wilanów i många år varit ett populärt semestermål för polska magnater.
Under mitten av 1800-talet blev området den viktigaste matproducenten för Warszawa och 1890 öppnades en hästdragen järnväg för att frakta säd och passagerare. Järnvägslinjen blev en succé och 1892 förlängdes den och började trafikeras av ångdrivna tåg. Nya järnvägsstationer byggdes också på båda sidor av linjen.
Efter andra världskriget nationaliserades Wilanówslottet av landets nya kommunistiska regering. Det gjordes om till planschmuseum och öppnades den 4 juni 1968. 1951 inkorporerades byn i Warszawa. Till att börja med var det en egen administrativ division, men 1976 gick den ihop med Mokotów. 1994 blev det åter en egen administrativ division för att följande år inkorporeras i Warszawa.
Idag bor många utomlands stationerade i området, då det finns många internationella skolor där.